# Caroline Roose
Pour les articles homonymes, voir Roose.
Caroline Roose, née le 10 novembre 1968 à Ostende, est une femme politique belge active en France. Elle est députée européenne de 2019 à 2024, durant la neuvième législature du Parlement européen, où elle siège dans le groupe Verts/ALE.

## Situation personnelle
Née en Belgique, Caroline Roose arrive en France, à Villeneuve-Loubet, avec ses parents alors qu'elle est enfant. Elle a fait une demande de naturalisation française en juillet 2021.
Jusqu'à son élection comme députée européenne en 2019, elle exerçait en tant qu'auto-entrepreneuse le métier d'expert immobilier.

## Parcours politique
Caroline Roose adhère[Quand ?] à l'Alliance écologiste indépendante (AEI), dont elle devient l’une des co-secrétaires nationales.
En 2019, à la suite d’un accord entre l'AEI et Europe Écologie Les Verts, elle est candidate en huitième position sur la liste menée par Yannick Jadot pour les élections européennes. Avec Salima Yenbou, elle est l'une des deux seules candidate de l'AEI en position éligible. Le 26 mai, elle est élue députée européenne, la liste ayant obtenu 13 % des suffrages exprimés. Elle est alors l’une des deux eurodéputés élus en France en n'ayant pas la nationalité française, avec l'italien Sandro Gozi.
Au Parlement européen, Caroline Roose est membre du groupe des Verts/ALE et siège au sein de la commission du Développement régional et de la commission de la Pêche comme titulaire, et au sein de la commission du Développement comme suppléante.
Au sein de la Commission de la Pêche, elle est rapportrice d'un rapport d'initiative intitulé "Plus de poissons dans les mers" et rapportrice sur l'accord de partenariat pour la pêche durable entre l'Union européenne et les Seychelles. Au sein de la Commission du développement, elle est rapportrice d'avis sur les sujets de l'économie bleue, de la responsabilité des entreprises dans les dommages causés à l’environnement et rapportrice pour avis sur la loi européenne sur le climat.
Active sur le sujet de la protection animale, elle soutient en 2020 la création d'une Commission d'enquête sur la protection des animaux pendant le transport. Lorsque celle-ci est créée, elle en devient membre et coordinatrice pour le groupe des Verts-ALE. En parallèle des travaux de la Commission, elle participe aux côtés d'ONG à des enquêtes sur les conditions de transport des animaux,.

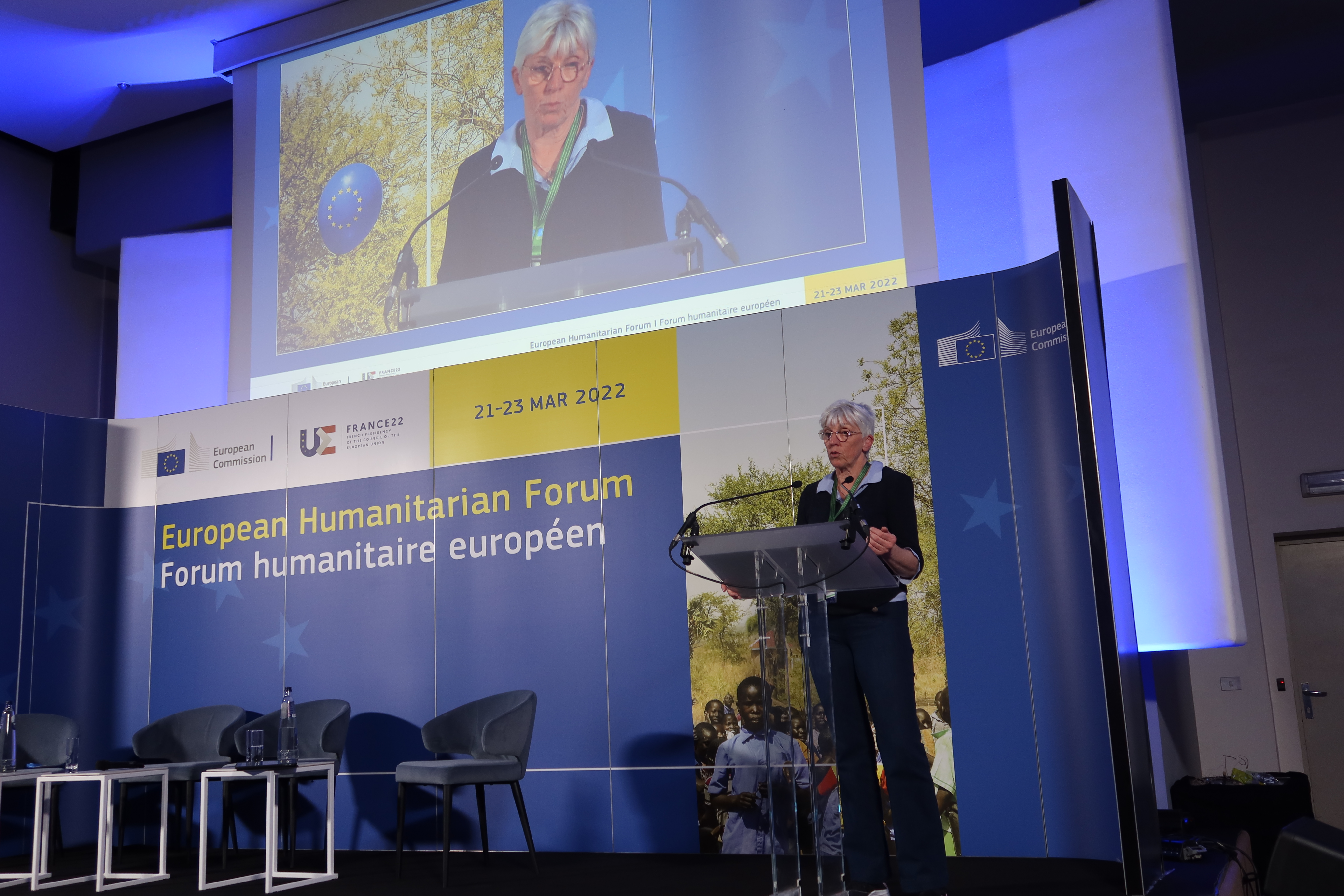
Caroline Roose lors du Forum Humanitaire européen en 2022

En mai 2021, elle quitte Cap écologie, parti issu de la fusion de l'AEI et de Cap21, dénonçant sa décision de présenter une liste concurrente face à celle du Pôle écologiste aux élections régionales de 2021 en Provence-Alpes-Côte d'Azur. En octobre 2021, elle annonce avoir adhéré à Europe Écologie Les Verts (EELV).
En 2021, lors de la primaire présidentielle française écologiste, elle soutient Yannick Jadot.
Lors des élections européennes de 2024, elle est présente sur la liste des Écologistes en 7e position mais n'est pas élue, la liste n'obtenant que 5 postes.